# 色彩を持たない多崎つくると、彼の巡礼の年
『色彩を持たない多崎つくると、彼の巡礼の年』（しきさいをもたないたざきつくると、かれのじゅんれいのとし）は、村上春樹の13作目の長編小説。

## 出版
2013年4月12日、文藝春秋より発売された（奥付の発行日は4月15日、文藝春秋公式サイトの発売日は4月16日）。表紙の絵はモーリス・ルイスが描いた「Pillar of Fire」（1961年製作）。装丁は大久保明子。表紙と扉には「Colorless Tsukuru Tazaki and His Years of Pilgrimage」という英題が記されている。2015年12月4日、文春文庫として文庫化された。また同日、電子書籍版が配信開始された。

### 出版前
2013年2月16日、文藝春秋が4月に村上春樹の新作書き下ろし長編小説を刊行することを発表。3月15日には、タイトルが『色彩を持たない多崎つくると、彼の巡礼の年』であること、発売日が4月12日に決まったことが公表された。
同日から予約が開始され、Amazon.co.jpでは11日間で1万部を突破。これは前作『1Q84 BOOK3』よりも1日早く、Amazon.co.jpでは最速であった。文藝春秋では、同社の単行本としては最多となる初版30万部を準備。さらに発売前に3度の重版をかけ、部数は発売時点で4刷50万部に達した。
発売前には、2月28日と3月15日に村上春樹のメッセージが発表されるなど、断片的な情報を伝えるリリースが7回にわたり行われたが、小説の具体的な内容は明らかにされなかった。また、通例、刊行に先立って書評家、他の出版社、新聞、書店などに配布される、「プルーフ」と呼ばれる校正刷りの段階の原稿も作成されず、発売前に内容を知り得たのは極少数の人に限られた。

### 出版後
発売日である2013年4月12日には、東京都内の深夜営業の本屋では午前0時からの販売開始に150人以上列を作った本屋もあった。発売後7日で部数が8刷100万部を突破した。そしてトーハン発表の「2013年年間ベストセラー」総合2位を記録した。
作中に登場するロシアのピアニスト、ラザール・ベルマンが演奏するリストのピアノ独奏曲集である「巡礼の年」の輸入盤CDが店頭で品切れが続出し、国内盤CDは廃盤になっていたが、ユニバーサルミュージックが急遽、同年5月15日に再発売することを決定した。
2014年8月12日、英訳版『Colorless Tsukuru Tazaki and His Years of Pilgrimage』が発売された。電子書籍およびオーディオブックも同時に発売された。英国や米国等では11日の夜からイベントを催す書店もあり、ニューヨーク・マンハッタン島にある書店は、発売時に店内が約70人のファンで埋まったという。
ロック・ミュージシャンのパティ・スミスは『ニューヨーク・タイムズ』に書評を寄稿し、「これは『ブロンド・オン・ブロンド』ではない。『血の轍』だ」と評した
。
2014年8月30日、ロンドンの書店で「色彩を持たない多崎つくると、彼の巡礼の年」の英訳版発売に際し、村上春樹のサイン会が開かれた。書店前には徹夜組を含め約400人のファンが行列をつくり、海外での人気の高さを改めて印象付けた。また、「ニューヨーク・タイムズ」のベストセラー・リストで、2週連続でハードカバー・フィクション部門の第1位を獲得した。

## あらすじ
多崎つくるは、過去の出来事に囚われ、拭いきれない心の傷を抱えていた。高校時代、彼は名前に「色」の漢字を持つ4人の友人と常に行動を共にしていたが、自身の名に色の漢字がないことに疎外感を覚えていた。5人は名古屋市郊外の公立高校で同じクラスだった。友人4人はいずれも地元の大学へ進学したが、多崎は駅を設計する仕事に就きたいと考え、東京の工科大学へ進学した。
だが、大学2年生の頃、突然友人のグループから追放され、死についてのみ考える日々が続いた。その後、心の傷から逃れるように、決まった生活リズムを送る中で、大学の後輩である灰田という男性と友人になった。彼は『巡礼の年』というアルバムのレコードを聴かせた。その中には、高校時代の友人の一人が弾いた『ル・マル・デュ・ペイ』という曲が収録されていた。
ある夜、多崎が高校時代の友人と性交する夢を見て目を覚ますと、灰田が口淫をしており、多崎は衝撃を受けた。その後、彼は「実家に帰る。二週間で戻る」と言い、レコードを置いていったが、戻ることはなかった。後に、退寮届が出されていたことを知る。
そして、36歳になった多崎は、2歳年上の沙羅という女性と上司が開いたパーティーで出会い、心の傷を打ち明けられるほど親密な関係になった。体を重ねるも、沙羅に「あなたの心には問題がある」、「あなたに抱かれているとき、あなたはどこかよそにいるみたいに私には感じられた」と言われる。沙羅の助けを得て友人たちの居場所を探し、グループから追放された理由を聞くため、3人の友人に会う「巡礼の旅」に出ることを決意する。

## 登場人物
多崎つくる（たざき つくる）（戸籍上は「多崎作」）
主人公。作中の現在は36歳。独身。子供の頃から鉄道の駅を眺めることが好きだった。東京都在住。鉄道会社で駅を設計する仕事に携わっている。
赤松 慶（あかまつ けい）
主人公の高校時代の友人5人組グループの一員。グループ内の愛称は「アカ」。名古屋市在住。高校時代の成績は優秀。名古屋圏の大企業を相手に社員研修を提供するビジネスで成功している。
青海 悦夫（おうみ よしお）
主人公の高校時代の友人5人組グループの一員。グループ内の愛称は「アオ」。名古屋市在住。高校時代はスポーツマン。トヨタ自動車の高級ブランド「レクサス」を扱うディーラーに勤務している。
白根 柚木（しらね ゆずき）
主人公の高校時代の友人5人組グループの一員。グループ内の愛称は「シロ」。音楽の才能に秀でた美少女だった。グループメンバーが主人公と絶縁するきっかけを作った。音楽大学を卒業後、自宅でピアノを教えていたが、やがて浜松市に移った。
黒埜 恵理（くろの えり）／エリ・クロノ・ハアタイネン
主人公の高校時代の友人5人組グループの一員。グループ内の愛称は「クロ」。陶芸家。名古屋の女子私立大学の英文科を卒業したあと、陶芸を学ぶために愛知県立芸術大学工芸科に入り直す。フィンランドから日本に陶芸を学びにきた男性と結婚し、ヘルシンキに住む。「シロ」のことは「ユズ」と呼んでおり、自らの娘にも「ユズ」と名付けた。
木元 沙羅（きもと さら）
つくるの現在の友人の女性。つくるより2歳年上。旅行会社勤務。東京に住む。
灰田 文紹（はいだ　ふみあき）
つくるの大学時代の数少ない友人。学年は二つ下。物理学科専攻。秋田県出身。
灰田の父
つくるの大学時代には秋田の公立大学で哲学科の講師をしていた。大学闘争時代に大学を休学し、一年間の放浪生活を送る。
緑川（みどりかわ）
灰田の父が学生時代にバイトをしていた温泉宿の長逗留客。ジャズピアニスト。灰田の父に持つと死ぬ「死のトークン」の話をする。

## 登場する文化・風俗
- 『巡礼の年』 - フランツ・リストのピアノ曲集。作中では、曲集のうち『第1年：スイス』の第8曲「ル・マル・デュ・ペイ（郷愁、ノスタルジア等と訳される）」が重要なモチーフとして登場する[25]。
- カベルネ・ソーヴィニオン - ワイン用のブドウの品種の一つ。恵比寿の外れにあるバーで沙羅はナパのカベルネ・ソーヴィニオンのワインを選ぶ[26]。
- ヴォルテール - フランスの哲学者。つくるが「思考とは髭のようなものだ。成長するまでは生えてこない。たしか誰かがそう言った」と言うと、友人の灰田が「ヴォルテールです」と答える[27]。
- バリー・マニロウ[注 5] - アメリカの歌手。大学時代のつくるの住むマンションに姉が残していったレコードとして登場する[29]。
- ペット・ショップ・ボーイズ[注 6]  - イギリスの音楽グループ（デュオ）。同じくつくるの姉が残していったレコードとして登場する[29]。
- アーノルド・ウェスカー - イギリスの劇作家。戯曲『調理場』の中の台詞を灰田が引用する[32]。
- 「ラウンド・ミッドナイト」 - セロニアス・モンク作曲のジャズのスタンダード・ナンバー。緑川が灰田の父の前で弾く曲[33]。
- 『知覚の扉』 - オルダス・ハクスリーが1954年に著した書籍。緑川は灰田の父に向かって言う。「死を引き受けることに合意した時点で、君は普通ではない資質を手に入れることになる。（中略） 君はオルダス・ハクスレーがいうところの『知覚の扉』を押し開くことになる。そして君の知覚は混じりけのない純粋なものになる」[34]
- 「ラスベガス万才」 - エルヴィス・プレスリーが1964年に発表した楽曲。「アオ」の携帯電話の着信メロディとして登場する。作中では「ラスヴェガス万歳!」と表記されている[35]。
- 「冷たくしないで」 - エルヴィス・プレスリーが1956年に発表した楽曲。アコーディオン弾きの老人の演奏に合わせてフィンランド語で歌われる[36]。

## 翻訳
| 翻訳言語        | タイトル                                                    | 翻訳者                       | 発行日        | 発行元                        |
| --------------- | ----------------------------------------------------------- | ---------------------------- | ------------- | ----------------------------- |
| 英語            | Colorless Tsukuru Tazaki and His Years of Pilgrimage        | フィリップ・ガブリエル       | 2014年8月12日 | Knopf                         |
| フランス語      | L'Incolore Tsukuru Tazaki et ses années de pèlerinage       | Hélène Morita                | 2014年9月4日  | Belfond                       |
| ドイツ語        | Die Pilgerjahre des farblosen Herrn Tazaki                  | Ursula Gräfe                 | 2014年1月10日 | DuMont Buchverlag Gmbh        |
| イタリア語      | L'incolore Tazaki Tsukuru e i suoi anni di pellegrinaggio   | Antonietta Pastore           | 2014年5月     | Einaudi                       |
| スペイン語      | Los años de peregrinación del chico sin color               | Gabriel Álvarez Martínez     | 2013年10月    | Tusquest Editores, S.A        |
| カタルーニャ語  | El noi sense color i els seus anys de pelegrinatge          | Jordi Mas López              | 2013年        | Edicions Empúries             |
| ポルトガル語    | A Peregrinação do Rapaz Sem Cor                             | Maria João Lourenço          | 2014年9月     | Casa das Letras（ポルトガル） |
| ポルトガル語    | O Incolor Tsukuru Tazaki e Seus Anos de Peregrinação        | Eunice Suenaga               | 2014年11月1日 | Alfaguara（ブラジル）         |
| オランダ語      | De kleurloze Tsukuru Tazaki en zijn pelgrimsjaren           | ヤコバス・ウェスタホーヴェン | 2014年1月9日  | Atlas-Contact                 |
| スウェーデン語  | Den färglöse herr Tazaki                                    | Eiko Duke, デューク・雪子    | 2014年5月19日 | Norstedts                     |
| フィンランド語  | Värittömän miehen vaellusvuodet                             | Raisa Porrasmaa              | 2014年9月     | Tammi                         |
| ポーランド語    | Bezbarwny Tsukuru Tazaki i lata jego pielgrzymstwa          | Anna Zielińska-Elliott       | 2013年11月6日 | Muza                          |
| チェコ語        | Bezbarvý Cukuru Tazaki a jeho léta putování                 | Tomáš Jurkovič               | 2015年3月     | Odeon                         |
| ハンガリー語    | A színtelen Tazaki Cukuru és zarándokévei                   | Nagy Anita                   | 2013年        | Geopen Könyvkiadó             |
| ルーマニア語    | Tsukuru Tazaki cel fără de culoare și anii săi de pelerinaj | Florin Oprina                | 2013年        | Polirom                       |
| セルビア語      | Bezbojni Cukuru Tazaki i njegove godine hodočašća           | Nataša Tomić                 | 2013年        | Geopoetika                    |
| スロベニア語    | Brezbarvni Tsukuru Tazaki in njegova leta romanja           | Aleksander Mermal            | 2015年        | Mladinska knjiga              |
| ロシア語        | Бесцветный Цкуру Тадзаки и годы его странствий              | Дмитрий Коваленин            | 2015年4月17日 | Эксмо                         |
| ウクライナ語    | Безбарвний Цкуру Тадзакі та роки його прощі                 | О. Забуранна                 | 2017年        | Клуб Сімейного Дозвілля       |
| 中国語 (繁体字) | 沒有色彩的多崎作和他的巡禮之年                              | 頼明珠                       | 2013年10月1日 | 時報出版                      |
| 中国語 (簡体字) | 没有色彩的多崎作和他的巡礼之年                              | 施小煒                       | 2013年10月    | 南海出版公司                  |
| 韓国語          | 색채가 없는 다자키 쓰쿠루와 그가 순례를 떠난 해             | 梁億寬（ヤン・オクグァン）   | 2013年7月1日  | 民音社                        |